# Yamaha FZX750
A Yamaha FZX750 jelű motorkerékpár-modellt a Yamaha Motor Company gyártotta Japánban az 1980-as évek elejétől az 1990-es évekig. Az amerikai verzió a FZX-700 Fazer volt, amelyet 1986- 1987-ben gyártottak. (Ez utóbbinak 50 cm3-rel kisebb lökettérfogatú motorja volt.) 
A modellnek négy ütemű DOHC, 20 szelepes, soros, 4 hengeres motorja volt.